# Louailles
Louailles är en kommun i departementet Sarthe i regionen Pays de la Loire i nordvästra Frankrike. Kommunen ligger i kantonen Sablé-sur-Sarthe som tillhör arrondissementet La Flèche. År 2022 hade Louailles 703 invånare.

## Befolkningsutveckling
Antalet invånare i kommunen Louailles
| Referens: INSEE |